# Wu-čou
Wu-čou (čínsky pchin-jinem Wúzhōu, znaky 梧州) je městská prefektura v Čínské lidové republice. Patří do autonomní oblasti Kuang-si a leží na soutoku řek Kuej-ťiang a Sün-ťiang, kterým vzniká Si-ťiang.
Celá prefektura má plochu 12 571 čtverečních kilometrů a v roce 2020 v ní žily necelé tři miliony obyvatel s průměrným ročním přírůstkem 1,25 % v letech 2000–2010. Hlavní etnickou skupinou v prefektuře jsou Chanové, nejvýznamnějšími menšinami jsou Čuangové a Jaové. Wu-čou spadá pod vliv Kantonu a tak mnoho lidí mluví kantonštinou.

## Administrativní členění
Městská prefektura Wu-čou se člení na sedm celků okresní úrovně, a sice tři městské obvody, jeden městský okres a tři okresy.
| městský obvod · Wan-siou městský obvod · Čchang-čou městský obvod · Lung-sü městský okres · Cchen-si okres · Cchang-wu okres · Tcheng okres · Meng-šan |        |                       |                    |                                  |
| Název | Název  | Počet obyvatel (2020) | Rozloha km² (2020) | Hustota zalidnění (obyv. na km²) |
| český přepis | znaky  | Počet obyvatel (2020) | Rozloha km² (2020) | Hustota zalidnění (obyv. na km²) |
| Městské obvody |        |                       |                    |                                  |
| Wan-siou | 万秀区 | 271 989               | 453                | 601                              |
| Čchang-čou | 长洲区 | 299 344               | 374                | 800                              |
| Lung-sü | 龙圩区 | 288 482               | 965                | 299                              |
| Městský okres |        |                       |                    |                                  |
| Cchen-si | 岑溪市 | 724 364               | 2 770              | 262                              |
| Okresy |        |                       |                    |                                  |
| Cchang-wu | 苍梧县 | 276 766               | 2 782              | 99                               |
| Tcheng | 藤县   | 795 612               | 3 946              | 202                              |
| Meng-šan | 蒙山县 | 164 420               | 1 282              | 128                              |
| |        |                       |                    |                                  |
| Celkem | Celkem | 2 820 977             | 12 571             | 224                              |